# Nioro (krets)
Nioro Cercle är en krets i Mali.   Den ligger i regionen Kayes, i den västra delen av landet, 300 km nordväst om huvudstaden Bamako. Antalet invånare är 230 488. Arean är 11 060 kvadratkilometer.
Terrängen i Nioro Cercle är kuperad västerut, men österut är den platt.